# Harricourt (Alto Marne)
Harricourt es una comuna delegada de la comuna de Colombey-les-Deux-Églises, situada en el departamento de Alto Marne, en la región de Gran Este. Tiene una población estimada, a inicios de 2021, de 42 habitantes.

## Historia
Fue una comuna independiente hasta 1973, en que pasó a ser una comuna asociada de Colombey-les-Deux-Églises.
El 1 de enero de 2017 pasó a ser una comuna delegada de la comuna nueva de Colombey-les-Deux-Églises, al fusionarse las comunas de Colombey-les-Deux-Églises y Lamothe-en-Blaisy.

## Demografía
| Gráfica de evolución demográfica de Harricourt (Alto Marne) entre 1800 y 2021 |
|                                                                               |

Los datos demográficos contemplados en este gráfico de la comuna de Harricourt se han cogido de 1800 a 1968 de la página francesa EHESS/Cassini. Los demás datos se han cogido de la página del INSEE.